# Treblinka
|  | Per a altres significats, vegeu «Camp de concentració de Treblinka». |

Treblinka [trɛbliŋka] és un poble de 350 habitants al gmina de Małkinia Górna, al powiat d'Ostrów Mazowiecka al Voivodat de Masòvia, a uns 80 quilòmetres al nord-est de Varsòvia a l'est de Polònia. El poble és prop del riu Buh Occidental. Treblinka va ser la ubicació del camp de concentració de Treblinka, on s'estima que unes 850.000 persones van ser sistemàticament assassinades durant l'Holocaust a Polònia. D'aquestes unes 800.000 eren jueus polonesos. Les primeres deportacions començaren en el transcurs de la Grossaktion de Varsòvia (1942) amb prop de 254.000 presos del Gueto de Varsòvia foren duts amb trens a l'estiu de 1942.